# Sani Alibabic
Sani Alibabic (* 24. November 1979 in Hall in Tirol) ist ein österreichischer Profi-Snowboardfahrer.
Im Alter von 11 Jahren begann Alibabic mit dem Snowboardsport und fährt seit 1999 in der Profiliga. Größter Einfluss seiner Fähigkeiten sind nach eigenen Angaben die Ästhetiker-Gruppe aus dem Zillertal in Tirol. Er wohnt zurzeit in Innsbruck.
Er filmte für mehrere Snowboard Filmproduktionen, unter anderem mit der Innsbrucker Pirate Movie Production.
Sponsoren: Analog, Burton, Arnette, Gravis, X-Double-Skateshop

## Erfolge
- Sieger, Austrian Masters 2006
- Sieger, Burton European Open 2001, Slopestyle

| Personendaten    | Personendaten                |
| ---------------- | ---------------------------- |
| NAME             | Alibabic, Sani               |
| KURZBESCHREIBUNG | österreichischer Snowboarder |
| GEBURTSDATUM     | 24. November 1979            |
| GEBURTSORT       | Hall in Tirol                |